# Николай Бухалов
Николай Петков Бухалов е български спортист, най-успешният състезател по гребане кану. Той е единственият български спортист с два златни медала от едни олимпийски игри. Участва на четири олимпийски игри. 

## Биография
Роден е на 20 март 1967 г. в село Дъбене, Карловско. Тренира гребане в пловдивския клуб „Тракия“. Специализира се в кану в клас С-1. Възпитаник на Средно спортно училище „Васил Левски“ в Пловдив. Взима степен бакалавър от ПУ „Паисий Хилендарски“ гр. Пловдив и магистърска степен от НСА „Васил Левски“ гр. София.
На летните олимпийски игри в Барселона през 1992 г. печели два златни медала, а на летните олимпийски игри Сеул през 1988 г. бронзов медал. 
Има пет световни титли, спечелени през 1993, 1994 и 1995 г. Последната му титла е на европейското първенство през 1997 г., което се провежда на гребния канал в Пловдив.
От 2000 г. е помощник-треньор на националния отбор, а от 2007 г. е старши треньор. Женен за известната каякарка на двуместен каяк Бонка Пинджева. Напуска спорта и със свой съдружник се занимава с фитнес-център в Пловдив.

## Награди
- Спортист №1 на България за 1992 г.
- Спортист №2 на България за 1994 и 1995 г.
- В Топ-10 при определяне на най-добър спортист на България за 1991, 1993 и 1997 г.